# Rouelle (Moyen Âge)
Pour les articles homonymes, voir Rouelle.

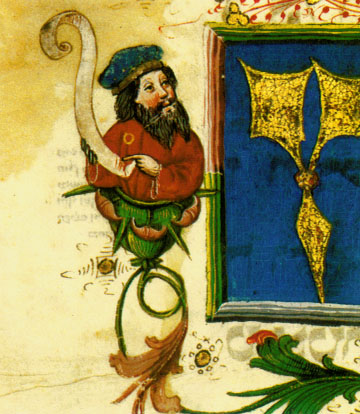
Juif allemand portant la rouelle.
Enluminure médiévale (v. 1476).

La rouelle, ou la roue, est une petite pièce d’étoffe dont le port ostensible est imposé aux Juifs comme signe vestimentaire distinctif par le pape Innocent III et amplement respecté par les autorités civiles, à partir du XIIIe siècle.

## Histoire

### Étymologie
Le substantif féminin « rouelle »,, est issu du latin tardif, rotella (« petite roue »),, substantif féminin et diminutif de rota (« roue »),.
La graphie rüele apparaît en 1119 au sens de « petite roue », et en 1363 au sens de « cercle d'étoffe de couleur, porté comme signe infamant, au Moyen Âge par les juifs ».

### Définition
La rouelle, ou la roue,, est une petite pièce d’étoffe que les Juifs doivent porter sur leurs vêtements pour permettre de les distinguer des autres personnes,.
Elle serait inspirée par les signes distinctifs imposés aux Juifs par des califes musulmans au Moyen Âge,,,,,,. Sous le règne des Almohades, les Juifs du Maghreb conquis doivent porter la shikla pour se distinguer parmi la population : il s'agit principalement de teindre le bout de son turban en jaune.
C'est un juif converti, baptisé Paul Chrétien, dominicain, qui convainc Louis IX en 1269 de rétablir l'usage de la rouelle.

### Cadre historique

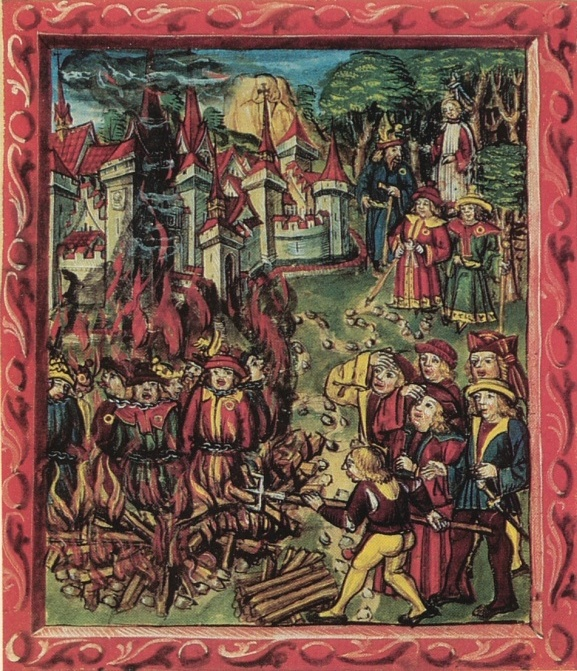
Juifs portant la rouelle condamnés au bûcher, probablement à Augsbourg en 1422 (manuscrit médiéval).

La rouelle naît dans un contexte très particulier. L’historiographie française s’accorde à dire que le XIIIe siècle constitue un tournant pour l’histoire juive en Occident. Preuve en est, « avant le XIIIe siècle, il n’existe aucune altérité dans la représentation des individus de confession juive. »

#### Origine musulmane
Cette marque fut sans doute réalisée à l'imitation des califes musulmans, pour lesquels les dhimmis devaient porter un signe distinctif, généralement bleu pour les chrétiens et jaune pour les juifs.
En 807, le calife Haroun al-Rachid ordonne que les Juifs de Bagdad portent une ceinture ou une frange de vêtement jaune. Sous le calife Al-Mutawakkil (847-861), ils doivent arborer une pièce de tissu en forme d'âne tandis que celle des chrétiens était en forme de porc. En 888, le cadi Ahmed ben Tâlib va plus loin en obligeant les dhimmis de Kairouan à porter sur l'épaule un morceau d'étoffe de couleur blanche portant l'image d'un singe pour les juifs et celle d'un porc pour les chrétiens ;  ils sont tenus d'accrocher les mêmes images sur leurs portes. En 1005, on ordonna aux Juifs d'Égypte d'accrocher des cloches à leurs habits. Au XIXe siècle encore à Jérusalem, les juifs avaient pour signe distinctif le turban bleu.
Le Dictionnaire de la langue française indique que la rouelle portée par les Juifs pendant six siècles « et qui attirait sur leur passage la dérision et les coups » serait l'invention plus tardive du sultan almohade du XIIe siècle Yakoub El Mansour, conquérant de l'Espagne,.

#### Application du canon du concile de Latran
Le XIIIe siècle se caractérise par une rhétorique plus ferme et antijuive des élites, celle-ci s’exprime à travers des lois et des décrets, et d'abord au concile du Latran mis en place par le pape Innocent III. En effet, cette hostilité envers la communauté juive se fait plus agressive lors du quatrième concile du Latran en 1215. Ce concile va venir définir ou redéfinir les pourtours de la chrétienté, de sa communauté et de ses dogmes.

« […] enfin christianisé en profondeur, l'Occident va fixer, d'une manière qu'il voudra définitive, ses dogmes, ses croyances, son système de pensée. Un mouvement visant à exclure l'hétérodoxe et l'étranger se développe, dont les manifestations les plus significatives seront la création de l'Inquisition et l'élaboration des grandes sommes théologiques. »

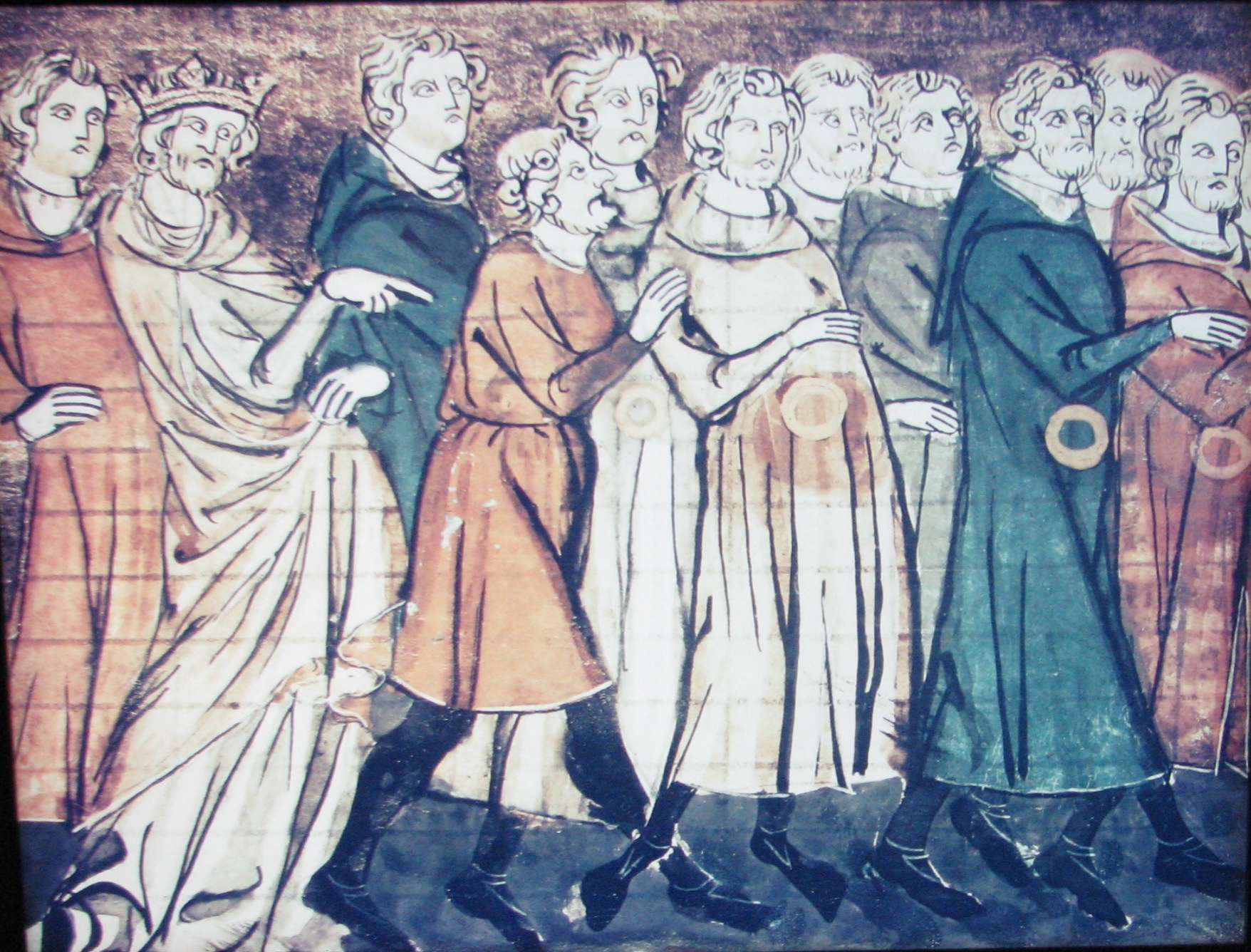
Expulsion des Juifs (portant rouelle à la taille) en 1182. Miniature des Grandes Chroniques de France. Musée de la Diaspora, Tel Aviv.

C’est dans ce contexte très défavorable aux juifs que naissent des contraintes importantes qui leur sont imposées : ils vont être frappés d’interdiction « d’usure excessive », « d'interdiction de proférer des blasphèmes contre le Sauveur, d'interdiction d'accès aux charges publiques et enfin d'obligation de port d'un habit distinctif ». C’est durant ce concile que les juifs se voient ordonner des vêtements différents des chrétiens, que cela soit pour les hommes ou pour les femmes. Néanmoins, pour qu’une vraie pratique se mette en place, il faut attendre quelques décennies. Cela traduit quand même « […] un changement profond dans la mentalité. Différents événements du XIIIe siècle portent la marque de cet état d'esprit visant à circonscrire le juif dans un champ de plus en plus restreint. »
En effet, si le concile du Latran de 1215 ne prescrit pas de manière précise le vêtement distinctif que doivent porter les individus de confession juive, c’est sur la base de ses recommandations, ou plutôt de ses exhortations, que va se mettre en place le port du signe distinctif pour les juifs notamment la rouelle. C’est en application de celles-ci que son port se fera à différents endroits en terre chrétienne. C’est notamment le cas avec Louis IX qui en 1269, va prescrire la rouelle aux hommes juifs de son royaume. Les femmes, quant à elles peuvent porter un couvre-chef spécifique. Ce n’est pas la seule occurrence : en 1231, le port de la rouelle de couleur jaune est imposé à nouveau aux Juifs en Espagne. En Italie, son port culmine en 1516 en même temps que la construction du ghetto de Venise.

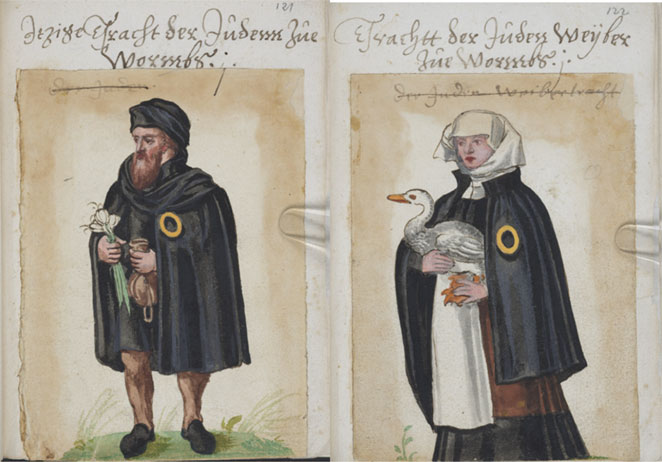
Aquarelles infamantes du XVIe siècle représentant un juif et une juive de la ville de Worms. La rouelle est ici accompagnée d'un sac de pièces (usure, avidité), de gousses d'ail, d'une oie (corruption).

L’obligation du port ostensible de la rouelle, comme insigne vestimentaire, trouvait son fondement dans le canon 68 du quatrième concile du Latran (11, 20 et 30 novembre 1215) qui, dans sa première partie, exigeait à la fois des Juifs et des « Sarrasins » — c’est-à-dire des musulmans — qu’ils pussent être aisément distingués des chrétiens par leurs habits, afin que nulle excuse ou occasion ne justifiât les « unions » — c’est-à-dire les rapports sexuels — entre chrétiens, d’une part, et juifs ou musulmans, d’autre part, ainsi que les rapports sociaux. La première partie du canon 68 réitérait — en l’étendant ratione personae aux Juifs et ratione territoriae à toute la chrétienté — le canon 16 du concile de Naplouse (16 janvier 1120) qui avait interdit aux « Sarrasins » musulmans du royaume latin de Jérusalem de s’habiller comme les « Francs » — c’est-à-dire les croisés,. Mais rapidement après sa décision, le pape Innocent III revient sur ce canon en autorisant les Juifs en voyage à ne pas porter la rouelle, pour éviter de mettre leur vie en danger. Il publie ainsi la constitution Licet Perfedia Judaeorum, par laquelle il interdit la spoliation des Juifs ainsi que la profanation de leurs cimetières sous peine d'excommunication,. La rouelle devient un insigne à porter dans le voisinage.
Son origine, comme l’avance Ulysse Robert dans son article « La roue des juifs depuis le XIIIe siècle », « paraît être […] française et avoir été en usage dans le diocèse de Paris, au moins dès le commencement du XIIIe siècle ». Cependant, c’est à la suite du concile du Latran de 1215 que son usage se généralise vraiment quand le port de vêtements distinctifs y est ordonné aux juifs par le pape Innocent III.
Le choix de la rouelle comme signe distinctif se précise ensuite dans trois pays européens qui la rendent obligatoire : la France, l'Espagne et l'Italie, et plus tardivement le Saint Empire romain germanique.
Dans son Histoire des Juifs de France, Léon Berman indique que dès 1208, les statuts synodaux édictés par Eudes de Sully, évêque de Paris, imposent déjà aux juifs un signe en forme de roue - soit avant le concile de Latran - mais que son officialisation en France n'a lieu qu’en 1227 par le concile de Narbonne, qui en oblige le port les dimanches et fêtes (chrétiennes).
En France, de 1215 à 1370, douze conciles et neuf ordonnances royales contraignent les Juifs au port d'une rouelle jaune.

### Aspect

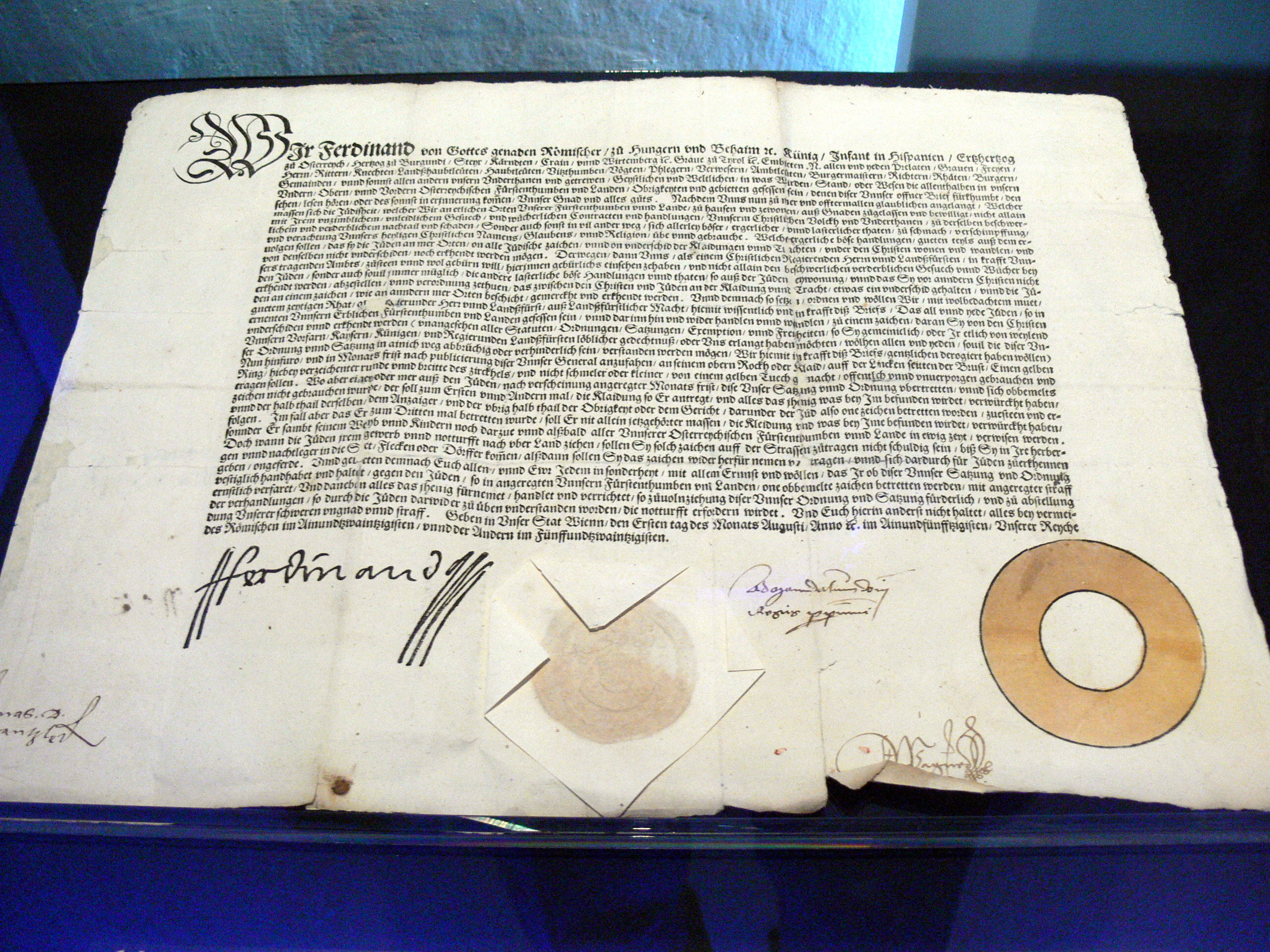
Décret de l'empereur Ferdinand Ier daté du 1er août 1551, ordonnant aux Juifs (hommes, femmes et enfants) des terres héréditaires des Habsbourg de porter un anneau jaune clairement visible sur leurs vêtements (Archives de l'État de Haute-Autriche)

La rouelle est généralement découpée en anneau et symboliserait les 30 deniers de Judas selon l'interprétation traditionnelle chrétienne. Elle peut aussi symboliser l'hostie que les juifs rejetaient.
L'aspect de la rouelle affichée sur le vêtement des Juifs va être variable et lui aussi sujet à des lois et ordonnances visant à le fixer et le délimiter. En effet, sa couleur, sa taille, son emplacement, son nombre et même l’âge auquel la porter devient obligatoire vont se voir discutés et certaines fois modifiés.

« […] nous vous ordonnons, à la demande de notre très cher frère dans le Christ Paul Chrétien, de l'ordre des frères prêcheurs, d'imposer des insignes à chaque juif des deux sexes : à savoir une roue de feutre ou de drap de couleur jaune, cousue sur le haut du vêtement, au niveau de la poitrine et dans le dos, afin de constituer un signe de reconnaissance, dont la circonférence sera de quatre doigts et la surface assez grande pour contenir la paume d'une main. »

C’est ainsi que, sous le règne de Saint Louis (1226-1270), deux rouelles sont même prescrites et précisément définies.

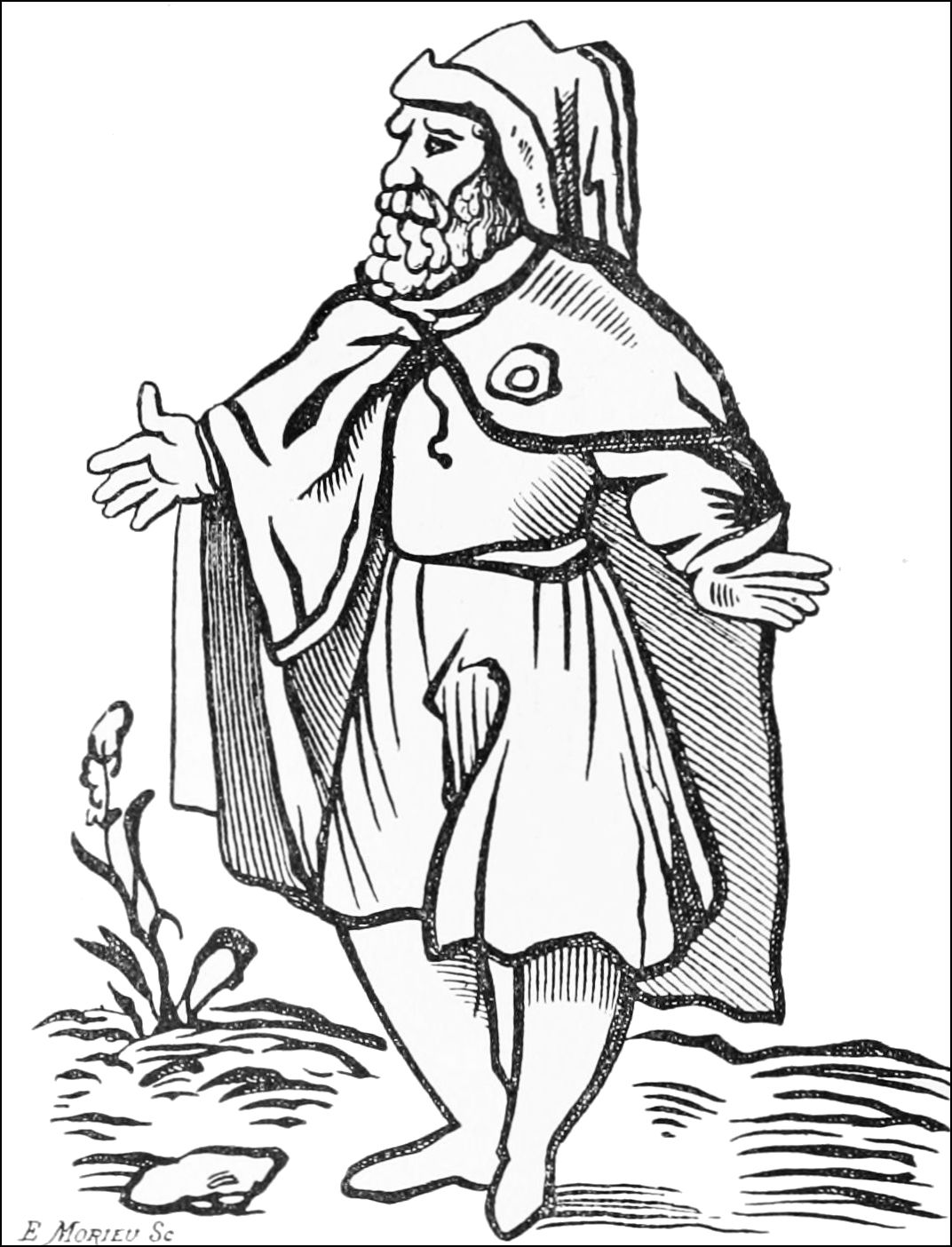
Le Juif errant portant rouelle, 1893-1894.

En 1253, Henry III d'Angleterre adopte l'édit des Juifs destiné à les obliger à porter un badge en forme de tables de la Loi (tabula), symbole de l'Ancien Testament ; ainsi, le motif apparaît encore des décennies plus tard dans l'iconographie médiévale. En 1275, Édouard Ier en spécifie la couleur et la taille : tout juif de plus de 7 ans devait porter une pièce de taffetas jaune mesurant six doigts de long et trois de large, fixé sur le côté gauche de l'habit extérieur.
« En Espagne et en Italie, le port d'insignes distinctifs, en général un cercle jaune, ne fut imposé que sporadiquement ».
En Allemagne du XIIIe et XIVe siècle, il est choisi le chapeau conique jaune ou rouge, dit Judenhut, comme signe de discrimination obligatoire. Ce chapeau reste arboré jusqu'au début du XVIe siècle en Europe de l'ouest, puis est remplacé par un insigne jaune plus commun.
Au début du XVIe siècle à Venise, les Juifs auraient cumulé les marques de discrimination : outre la création du ghetto où on les cantonne, ils doivent porter une rouelle, un chapeau rouge pointu (qui deviendra un béret jaune) et une ceinture à frange.

#### Emplacement
L’emplacement, à l’inverse, a très peu varié : « La place ordinaire de la roue était sur la poitrine. Elle est expressément déterminée par la plupart des canons des conciles […] ». On la porte donc sur la poitrine mais également sur le dos pour être bien vu et reconnu,.
Toutefois, des miniatures du XIIe siècle montrent une rouelle portée également à la taille (voir illustration supra).

#### Couleur
La couleur ne fut pas toujours fixée. C’est notamment le cas sous le pouvoir de Philippe le Hardi. En revanche, lorsque ce fut le cas, il est intéressant de noter que ce furent des couleurs dont le symbolisme était extrêmement négatif dans l’imaginaire médiéval. Au lendemain du concile de Latran, soit à partir de 1217, dans les territoires français, les autorités décrétèrent l'obligation pour les Juifs de porter une rouelle rouge et jaune en feutre sur le devant et dans le dos. Notamment en Espagne, elle est tout d’abord jaune tirant sur le safran, également en France, sous les règnes de Saint Louis et d'Alphonse de Poitiers, puis rouge et blanche sous le règne du roi Jean II le Bon,. 

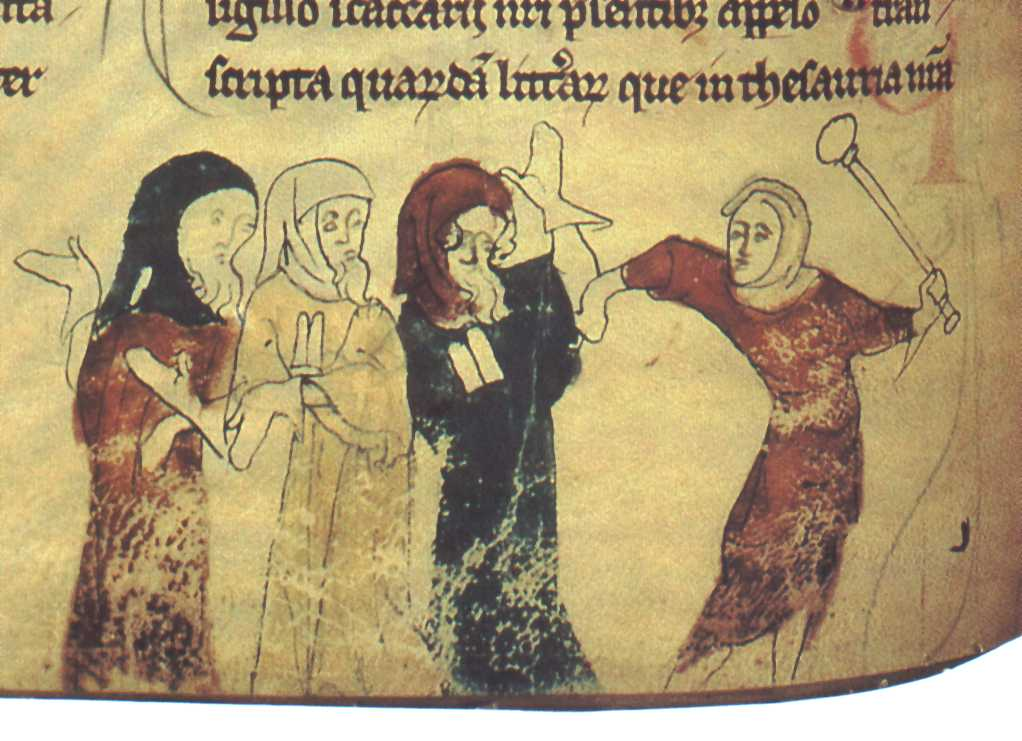
Persécutions des Juifs à l'époque de leur expulsion, arborant sur la poitrine la tabula imposée par Henry III, Rochester Chronicle, 1290.

Ces dispositions ne furent pas toujours observées : une bulle d'Alexandre VI, de 1494, prouve qu'ils n'employaient plus qu'une roue en fil blanc, presque imperceptible. En Angleterre, un concile provincial (1222) précise que sa couleur devait être différente de celle du vêtement ; un acte du parlement, confirmé le 24 mai 1277, par Édouard Ier, fixa la couleur au jaune.
Le jaune est une couleur dépréciée en devenant la couleur la plus mauvaise à la fin du Moyen Age. Elle devient le symbole de la fausseté, la félonie, le mensonge, la folie ou le crime, et celui de Judas, le félon par excellence. C’est ainsi qu’elle devient le symbole des juifs. Le jaune lié aux juifs est un jaune safran d’où la création d’un Judas roux au Moyen Age. Le jaune or est toujours valorisé, c’est le jaune safran qui est déprécié. Le roux associe les mauvais côtés du rouge avec les mauvais côtés du jaune.

#### Âge pour le port
Cependant, il y a eu des variations sur ces éléments, notamment sur l’âge fixé pour le port de la rouelle. En Angleterre ou à Marseille, par exemple, l’âge est fixé à sept ans puis modifié par le concile d'Arles de 1234, à treize ans pour les garçons et douze ans pour les filles, ce qui correspond à l’âge de l’entrée dans la vie adulte dans la communauté juive,.
Encore au XVe siècle, le roi Louis XI dit le Prudent prescrit le port de deux insignes jaunes pour les garçons de plus de 14 ans et pour les filles à partir de 12 ans.

### Causes du port de la rouelle
Il y a, au XIIIe siècle, une volonté des élites chrétiennes de définir, dans une Europe enfin largement dominée par la religion chrétienne, les contours de leur foi ; ceci afin de pouvoir se maintenir et se renforcer face aux non-chrétiens.

Pour cela, les autorités religieuses vont viser à purger les mœurs et la population. Ainsi le canon 3 du concile affirme ceci : 

« Nous excommunions et anathématisons toute hérésie dressée contre la foi sainte, orthodoxe et catholique… »

Cette lutte contre les hérésies chrétiennes va également toucher la communauté juive.

#### Innocent III

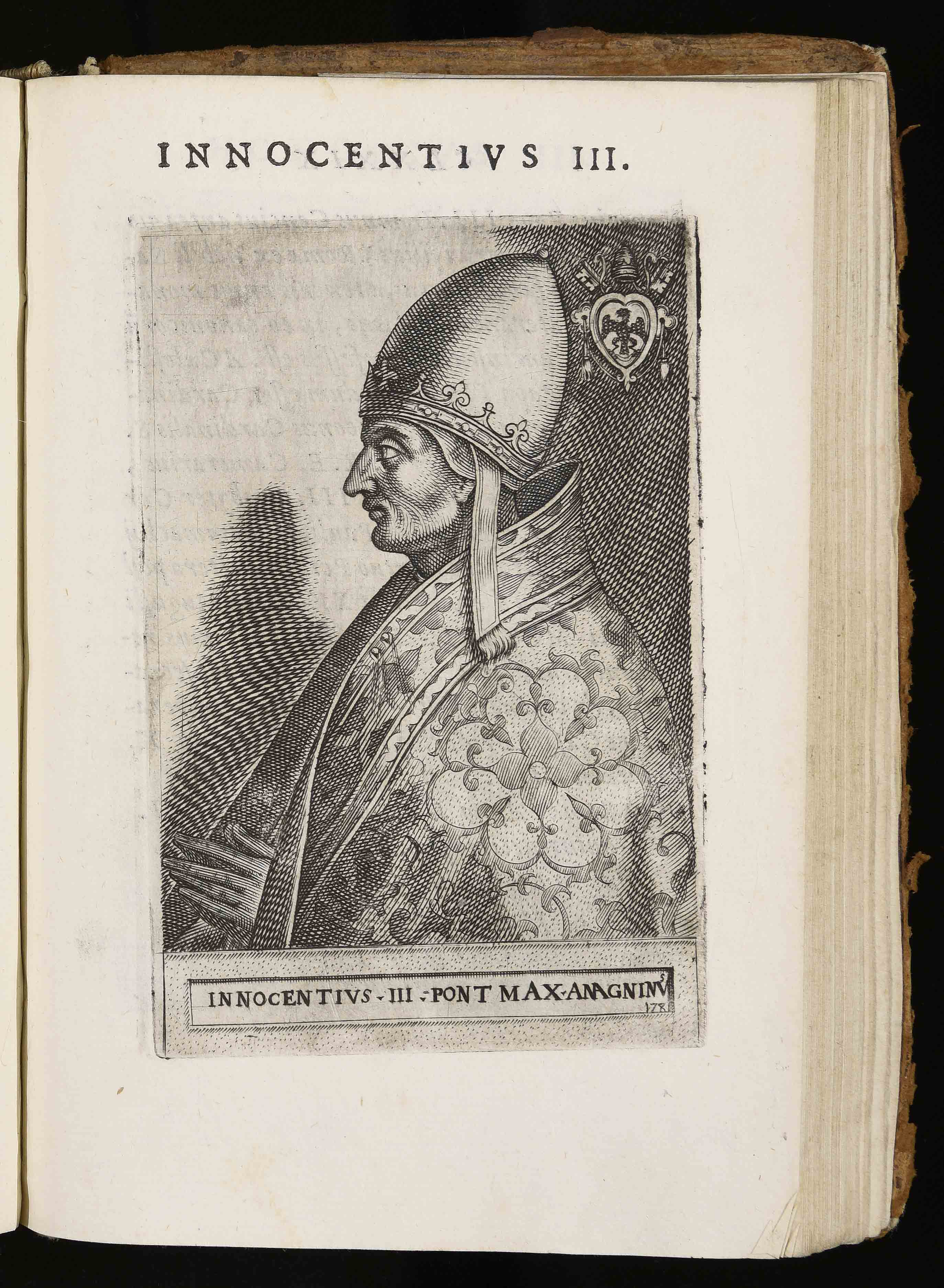
Innocentius III, gravure de 1580.

Une figure se détache dans le durcissement qui s’opère, celle d'Innocent III (1160-1216), pape à l'origine du concile de Latran de 1215. Comme le mentionne l'historien John Tolan : « Pour de nombreuses raisons, le pontificat du pape Innocent III est considéré comme le précédent essentiel de la confrontation médiévale des papes et des juifs. [Il] représente à la fois un durcissement de la politique de l'Église envers les Juifs et une exacerbation de la rhétorique anti-juive ».
L’un des griefs qu’Innocent III met en avant envers cette communauté est sa peur de la contamination que représenteraient les juifs notamment par leur fluide et leur contact. « Innocent paraît manifester une préoccupation de pureté à l'égard des dangers de pollution que le contact quotidien étroit avec les juifs représentent pour le corps de la chrétienté ». En demandant le port d'un signe distinctif qui se présente sous la forme d’une rouelle, entre autres, il espère créer une distance avec la population chrétienne.

Il est également important de contextualiser : c’est encore une période de croisade. Ainsi, le pape souhaite une communauté chrétienne galvanisée dans la lutte contre ses ennemis internes et externes. Aussi, en appelle-t-il à une très forte unité, et le dit très clairement comme le mentionne John W. Baldwin : 

« Dans le soixante-onzième et dernier canon, Innocent reprend le thème de son sermon inaugural et conclut : “Libérer la Terre Sainte des mains des infidèles est notre plus ardent désir”. »

Le souhait du pape Innocent III d’une particularisation des individus juifs en terre chrétienne par des signes distinctifs représente sa crainte de cette communauté. En effet, il estime également que ceux-ci pourraient présenter une menace contre la foi chrétienne en s’alliant notamment aux musulmans. « Nous souhaitons cependant que seuls soient fortifiés par la garde de cette protection [des juifs par les chrétiens] ceux pour qui aucun complot pour la subversion de la foi chrétienne ne sera soupçonné ». Le pape avait peur que des mariages puissent être contractés entre deux membres de ces communautés distinctes, il avance cet argument comme justification du port de la rouelle.

#### Louis IX
Louis IX pour les mêmes raisons instaure le port de la rouelle en France comme le mentionne Danièle Sansy : « En 1269, à la veille de son départ pour la huitième croisade, Saint Louis impose aux juifs de son royaume le port d'une marque distinctive. » La rouelle est ainsi censée lutter contre la présumée dissension due à la présence juive parmi les chrétiens.
À ce moment, le roi Louis IX veut purifier son royaume, qui selon lui est « impur ». Cette « impureté » expliquerait son échec lors de sa première croisade. Il décide donc de mettre toutes les chances de son côté pour sa seconde croisade. Pour lui, ce signe est un moyen d'éviter les contacts entre juifs et chrétiens comme Innocent III le souhaitait.

### Pénalités

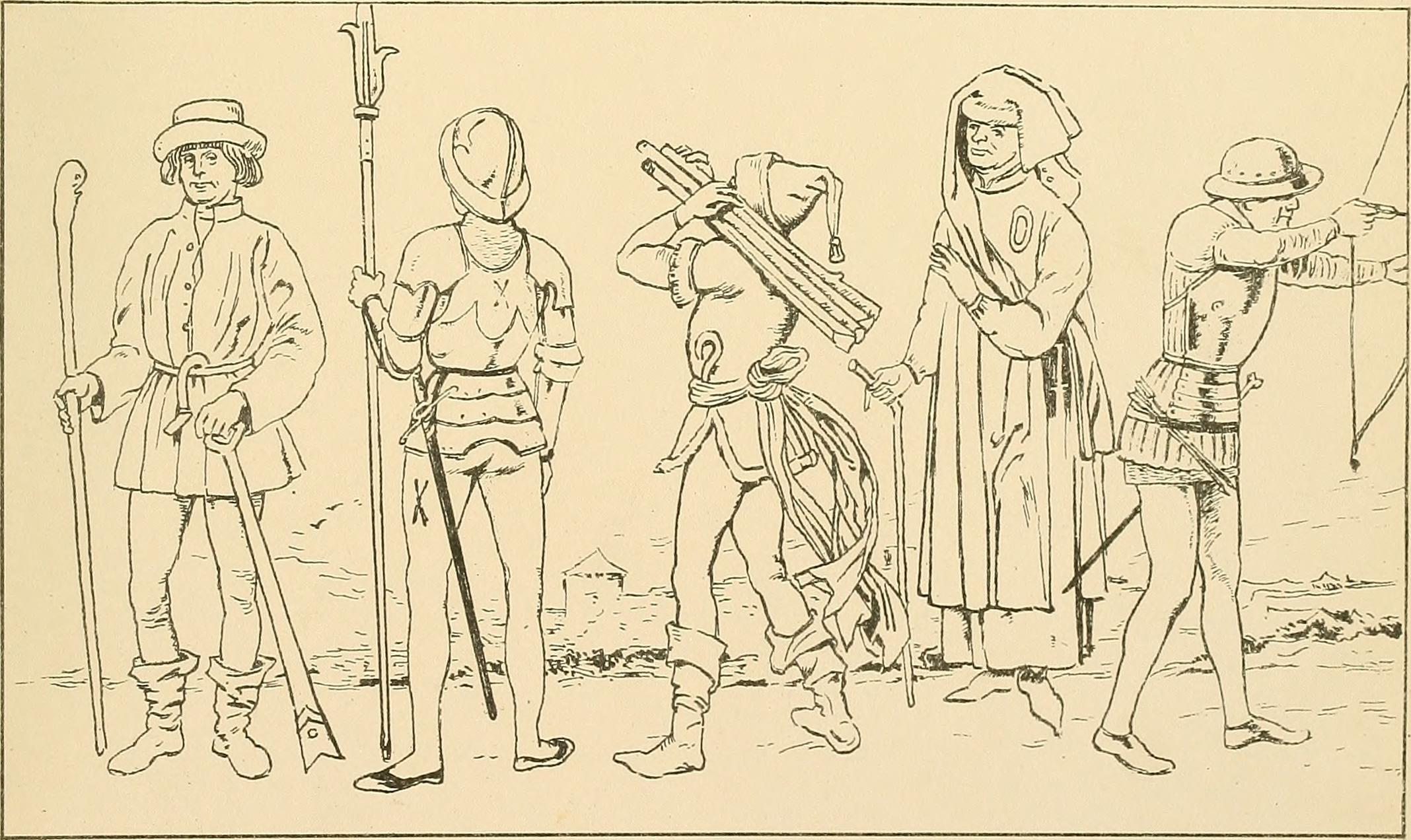
On reconnaît l'avant-dernier personnage à droite portant rouelle, Histoire du costume, 1905.

Les risques liés au refus du port de la rouelle sont variés. Par exemple, sous le règne de saint Louis, on encourt une forte amende ou bien la perte de son vêtement peut avoir lieu « si, à la suite de cette mesure, un juif est trouvé sans cet insigne, son vêtement supérieur appartiendra à celui qui l'aura trouvé ainsi. ». En Sicile mais également à Venise, des peines de prison peuvent être prononcées, comme une amende de 50 ducats et un mois de prison en cas de non-port. Outre l'amende payée par les Juifs, le dénonciateur a droit à une récompense et peut même, comme à Venise, arracher le chapeau de la tête du Juif. Les représailles peuvent aller depuis de violentes vexations jusqu’à des menaces de mort. Par les chroniques de Salomon ibn Verga, on apprend que des châtiments corporels sont pratiqués.
Le port de la rouelle représente aussi un risque personnel pour les Juifs car cela les signale à la « haine publique » et mettait leur vie en danger. C'est pour cette raison que le pape Innocent III revient sur son canon en autorisant les Juifs en voyage à ne pas la porter.
Certains Juifs monnayant argent ou loyauté se voient accorder le droit de son non-port, notamment en 1372 Manessier de Vesoul, procureur général du Languedoc.
Non seulement le refus du port de la rouelle était une source financière pour le trésor, mais également son port. Ulysse Robert note en effet que les Juifs étaient obligés de payer au trésor royal une somme annuelle pour les roues ; elles étaient vendues.

### Fin du port de la rouelle
La rouelle ou l'insigne jaune portée par les Juifs disparaît avec la Révolution française au XVIIIe siècle et l'émancipation juive au siècle suivant,.

## Chronologie
- 1227 : le concile de Narbonne proclame le port de la rouelle obligatoire pour les Juifs, et l’interdiction pour eux de sortir pendant la Semaine sainte. Les prélats doivent les protéger des humiliations des chrétiens, notamment pendant ladite semaine[28].
- 1231 : l'obligation pour les Juifs de porter la rouelle jaune est publiée dans toute l’Espagne. Les Juifs de Castille refusent d’obéir et commencent à émigrer vers les pays musulmans.
- 1269 : en application d'une recommandation du quatrième concile du Latran de 1215, Saint Louis impose aux Juifs de porter des signes vestimentaires distinctifs : pour les hommes, la rouelle sur la poitrine, et un bonnet spécial pour les femmes. Ceux qui refusent sont astreints à une amende de 10 livres. Ces signes permettent de les différencier du reste de la population et d'empêcher ainsi les mariages mixtes, sauf si les intéressés se convertissent. Les juifs doivent également cesser de cohabiter avec les chrétiens ; c'est la naissance du concept de ghetto (le terme lui-même n'apparait en Italie que deux siècles plus tard). Cette ordonnance[Laquelle ?] est réitérée régulièrement par les descendants de Saint Louis.
- 1415 : les Juifs de Murviedro, dans le royaume de Valence, obtiennent du roi Alphonse V d'Aragon l’abrogation de toutes les mesures d’interdiction les concernant : ils ne sont pas astreints au port de la rouelle, peuvent circuler librement le dimanche, n’écoutent les frères prêcheurs (dominicains) que si ceux-ci viennent parler dans leurs synagogues.
- 1516 : création du ghetto de Venise. Les Juifs de la ville sont contraints par le sénat de vivre dans une île au nord de la ville (geto nuovo). Ils doivent porter la rouelle, le chapeau rouge pointu à bord relevé, la ceinture à frange. Les femmes ne peuvent sortir sans longs voiles ni larges manteaux drapés sur leurs robes, auxquelles des lois somptuaires interdisent tout luxe.
- 1897 : le port de la rouelle est imposé de nouveau aux Juifs de Téhéran (Iran), (à la suite de quoi Mozaffar od-Din Shâh se trouve dans l'obligation de rédiger plusieurs ordres écrits pour exiger l'arrêt des persécutions contre les Juifs)[43],[44],[45].

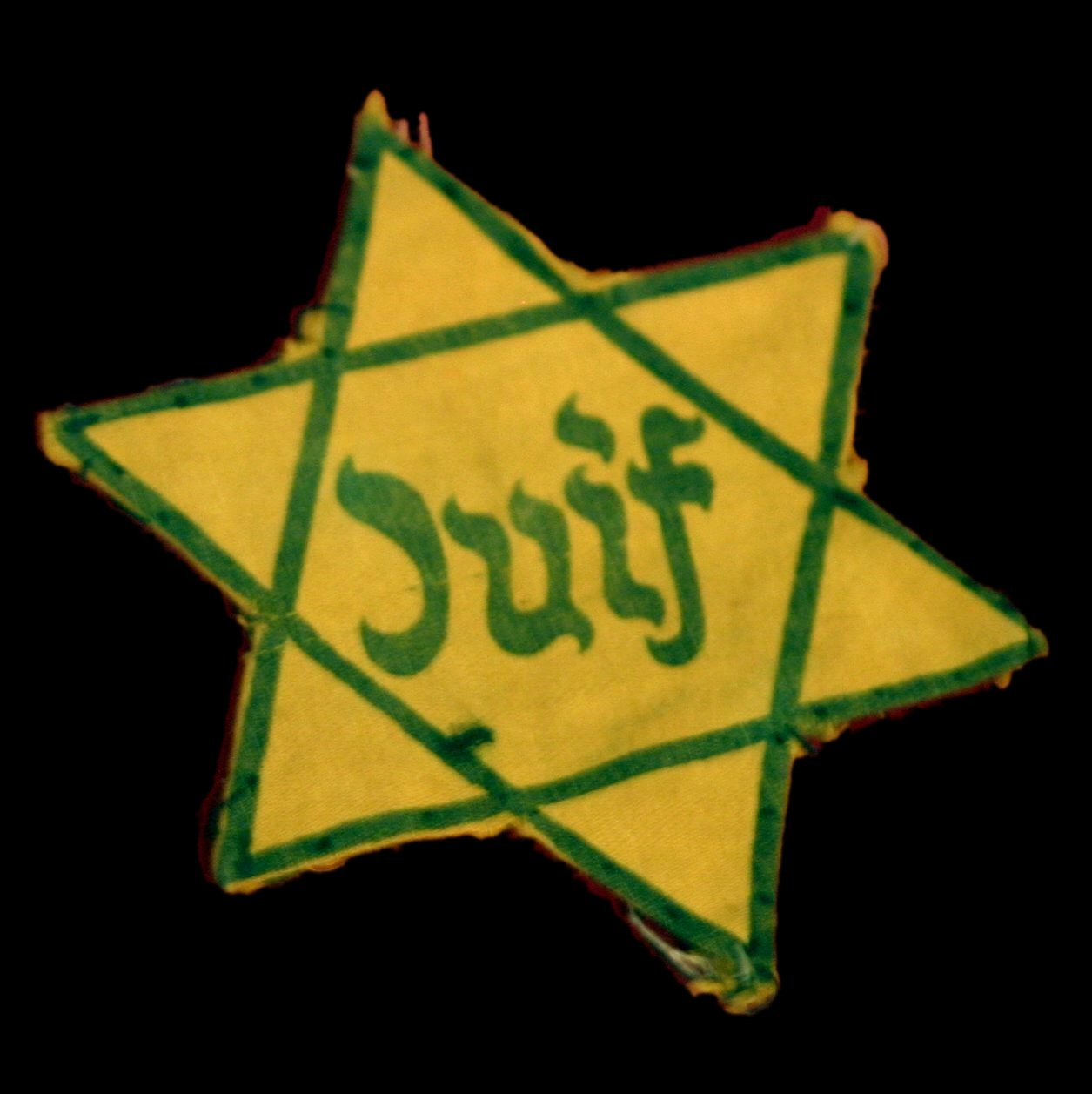
Étoile jaune portée en France.

## Postérité
Au XXe siècle, l'étoile jaune instaurée par le nazisme peut être considérée comme une résurgence de la rouelle.